# Йопполо
Йопполо (итал. Joppolo) — коммуна в Италии, располагается в регионе Калабрия, подчиняется административному центру Вибо-Валентия.
Население составляет 2268 человек, плотность населения составляет 151 чел./км². Занимает площадь 15 км². Почтовый индекс — 89863. Телефонный код — 0963.
Покровителем коммуны почитается святой Сикст I, папа Римский, празднование 6 августа.